# 2019 en Nouvelle-Écosse
Chronologie de la Nouvelle-Écosse
- 2015
- 2016
- 2017
- 2018
- 2019
- 2020
- 2021
- 2022
- 2023

Cette page concerne des événements d'actualité qui se sont produits durant l'année 2019 dans la province canadienne de la Nouvelle-Écosse.

## Politique
- Premier ministre : Stephen McNeil (Parti libéral)
- Chef de l'opposition : Tim Houston,  	Progressiste-conservateur
- Lieutenant-gouverneur : Arthur Joseph LeBlanc
- Législature :

## Décès
- 3 octobre : John Buchanan, né le 22 avril 1931 à Sydney (Nouvelle-Écosse) et mort  à Halifax (Nouvelle-Écosse)[1], avocat et homme politique canadien.